# Revolution 9
Revolution 9 is een in 1968 uitgekomen nummer van The Beatles, op hun album The Beatles (ook wel bekend als White Album).
De opname begon als een verlenging van het einde van het nummer Revolution.
Er werden vele conversaties, muziekfragmenten (zoals de laatste akkoorden van de Zevende symfonie van Jean Sibelius) en geluidseffecten in gebruikt.
De geluidseffecten waren geïnspireerd op de Musique concrète-stijlen van Karlheinz Stockhausen, Edgard Varèse en John Cage. Ook werd er geëxperimenteerd met knip- en plakwerk in de tape, moderne technieken als stereobalans en fade-in- en fade-out-effecten.
De inspiratie voor het nummer zelf kwam van de rellen in Parijs in mei 1968.
Doel van het nummer was het geweld van de revolutie weer te geven.
Met zijn acht minuten is dit het langste nummer op het album en meteen ook het langste officieel uitgebrachte nummer van The Beatles.
Het nummer is bedacht en hoofdzakelijk gemaakt door John Lennon met enige hulp van George Harrison en Yoko Ono en viel niet erg in de smaak bij de anderen.
Vooral Paul McCartney en George Martin hebben volop hun best gedaan om te voorkomen dat dit nummer op het album zou verschijnen.

## Songtekst
De enige tekst die in het nummer zit zijn de conversaties en uitroepen.
Omdat de conversaties door geluiden en effecten worden overstemd is de tekst moeilijk te verstaan.
In de inleiding zijn Alistair Taylor en George Martin te horen, daarna vooral John Lennon en George Harrison.

## Paul Is Dead
Volgens een gerucht zou Paul McCartney in 1966 verongelukt zijn en vervangen door een lookalike.
Nadat in 1969 dit gerucht werd verspreid kwam er een hype op gang om hiervoor bewijs te vinden.
Zo werd ook in Revolution 9 een hoop aan "bewijs" gevonden.
Zo hoort men wanneer Revolution 9 achterstevoren wordt afgespeeld een aantal typische teksten, waaronder 'turn me on, dead man, turn me on, dead man' (omgekeerde van "Number nine") en "let me out, let me out!" (2.25 min), wat Paul zou voorstellen die uit het brandende autowrak probeert te ontsnappen. Normaal afgespeeld lijkt het geluid van de regelmatig terugkerende protestmars "Paul's not dead!" te roepen.